# Nagyróna
Nagyróna (1899-ig Rovné, szlovákul Veľké Rovné) község Szlovákiában, a Zsolnai kerületben, a Nagybiccsei járásban.

## Fekvése
Nagybiccsétőltól 9 km-re északkeletre fekszik.

## Története
Az a terület, melyen a község elterül a 12. században Trencsén várának uradalmához tartozott. Később a nyitrai püspökség és a nagybiccsei uradalom birtoka. A 14. század elején Csák Máté az ura, majd halála után királyi birtok. Első írásos említése 1408-ban történt, amikor a település részét képező egykori Rimanóc falut említik. Krivács nevű része 1437-ben szerepel írott forrásban, 1469-ben a közeli Ricsó váruradalmának része volt. A 15. században nemesi családok birtokolták, majd a század második felében elnéptelenedett. 1483-ban már pusztaként említik, mint Podmaniczky László zálogbirtokát. A 16. században a ricsói és biccsei uradalom a Podmaniczkyak birtoka lett. Ekkor Podmaniczky Rafael Rimanócot vlach pásztorokkal telepítette be. Róna falu első írásos említése 1540-ben Trencsén vármegye adóösszeírásában történik, amikor három portával szerepel. 1546 és 1554 között a vlach jog alapján román, ruszin és szlovák pásztorokkal telepítették be. A 16. század végén 34 család lakott itt. 1619-ben Rónán és Rimanócon 16 jobbágytelek volt, ahol 28 család lakott. Az 1637-es urbárium szerint a két faluban 60 házban 106 család élt, közülük 28 házban 56 parasztcsalád és 15 házban 33 zsellércsalád. 1649-ben a nagybiccsei uradalom – melyhez a két falu tartozott – Illésházy Gábor birtoka lett. 1770-ben már 706 család élt itt, közülük 646 paraszti és 39 zsellér. 1784-ben 925 házában 4558 lakos élt.
A 18. század végén Vályi András így ír róla: „ROVNE. Ledicz Rovne. 3 tót falu Trentsén Várm. egygyiknek földes Urai Gr. Illésházy, és több Uraságok, fekszik Zliechohoz közel, és annak filiája; másiknak földes Ura Gr. Áspermont Uraság, ’s ez az Uraságnak Várával ékes; harmadiknak pedig H. Eszterházy Uraság; lakosaik leginkább katolikusok, és evangelikusok, fekszenek Vág vizéhez közel, Illavához egy, Bicséhez fél mértföldnyire; határbéli földgyeik jól termők, és alábbvalók, vagyonnyaik sem hasonlók, mellyek szerént külömbféle osztályokba tétettek.”
1828-ban 795 házát 3097-en lakták. Lakói híres drótosok voltak.
Fényes Elek 1851-ben kiadott geográfiai szótárában így ír a faluról: „Rowne, tót falu, Trencsén vgyében, hegyeken és gödrökben szétszórva, ut. post. Zsolnától 2 órányira. Határa igen sovány, főleg zabot, burgonyát, káposztát terem. Az uradalomnak is van itt egy kis erdeje és földe. Lakja 6000 romai kath., paroch. templommal. Dlubopole és Rowne fő fészkei a magyarországi drótos hornyákoknak; s ezért a lakosok 7/8 része a világ minden részeibe kiszokott vándorolni, s némellyik közülök 4–5 év után tér vissza, még pedig épen nem ritkán 100–200 vft. kész pénzzel; ugyhogy Trencsén megyében egy faluban sem kering annyi készpénz, mint itt; és sehol annyi féle nyelven nem beszélnek. Más tájakon a rowneieket tolvajoknak és zsiványoknak tartják; azonban lakhelyökön a lopás és gyilkosság hallatlan dolgok. A férfiak mind sovány alkatu, de magas szál emberek. Birja a falut hg. Eszterházy, s a bicsei uradalomhoz tartozik.”
A trianoni békéig Trencsén vármegye Nagybiccsei járásához tartozott.

## Népessége
| Év:            | 1994. | 2004.   | 2014.   | 2024.   |
| -------------- | ----- | ------- | ------- | ------- |
| Emberek száma: | 4051  | 4042    | 3779    | 3582    |
| Eltérés:       |       | -0,22 % | -6,50 % | -5,21 % |

| Év:            | 2023. | 2024.   |
| -------------- | ----- | ------- |
| Emberek száma: | 3581  | 3582    |
| Eltérés:       |       | +0,02 % |

1910-ben 3918 lakosából 3849 szlovák, 36 magyar, 15 német és 18 egyéb nemzetiségű volt.
2001-ben 4042 lakosából 3983 szlovák volt.
2011-ben 3886 lakosából 3741 szlovák volt.

## Nevezetességei
- Római katolikus temploma a 18. században épült, régebbi alapokon.
- 19. századi kápolna.